# Castlereagh River
Castlereagh (ang. Castlereagh River) – rzeka płynąca przez stan Nowej Południowej Walii w Australii. Rzeka ma swój początek na północ od miasta Dubbo, a następnie przepływa przez następujące miasta: Gilgandra, Mendooran, Binnaway, Coonamble i Coonabarabran. Stanowi jeden z dopływów rzeki Darling.   
Zbadana w 1818 roku przez Johna Oxley.